# Спасатели (мультфильм)
«Спаса́тели» (англ. The Rescuers) — 23-й по счёту полнометражный мультфильм производства Уолта Диснея 1977 года. Экранизация серии книг Марджери Шарп (в первую очередь «Спасатели» и «Мисс Бьянка»).
Звук записан в моно по системе RCA Photophone. Премьера в США состоялась 19 июня 1977 года с рейтингом MPAA G. Международная версия этого фильма демонстрировалась в других кинотеатрах Австралии, Гонконге, Новой Зеландии, Великобритании и других странах. Также фильм дублирован и демонстрировали в прокате в Бразилии, Португалии, Мексике, Греции, Испании, Франции, Италии, Голландии, ФРГ, Гонконге, Уругвае, Ирландии, Аргентине, Швеции, Колумбии, Финляндии, Дании, Норвегии, Сингапуре, Японии и других… Ре-релиз мультфильма в кинотеатрах состоялись в 1983—1987 и в 1989—1990 годах. В 1990 году вышло продолжение «Спасатели в Австралии».

## Сюжет
В нашем мире существует второй мир, где мыши ведут себя как люди. Их братство столь сильно, что они, наравне с человеческой ООН, создают своё Общество Помощи и Спасения, в члены которого входят мыши-делегаты из разных стран мира. Однажды 8-летняя девочка-сирота Пенни была похищена злобной владелицей ломбарда, мадам Медузой и увезена на остров в заливе Дьявола. Это было сделано для того, чтобы девочка помогла злодейке вытащить огромный алмаз («глаз Дьявола»). Дело в том, что место, где он был спрятан, слишком узкое и пролезть туда может только ребёнок.
Пенни удаётся бросить в море бутылку с запиской, где она просит о помощи. Бутылка попадает к мышам, после чего мыши-спасатели срочно собираются в штаб-квартире, чтобы решить вопрос о помощи девочке. Отправиться на помощь вызвалась мышь по имени мисс Бьянка. Она также взяла в помощники уборщика из Общества Помощи и Спасения — Бернарда.
И вот Бьянка и Бернард отправляются на поиски Пенни. Сначала они проникают в приют, откуда пропала Пенни. Там старый кот Руфус сообщает им о том, что Пенни исчезла, и что её похитила мадам Медуза. Бернард и Бьянка отправляются вслед за Медузой на самолёте-рикше — альбатросе Орвилле. Он доставляет их в залив Дьявола. Далее разворачивается целый ряд полных опасностей приключений, в результате которых Пенни достаёт алмаз, и мадам Медуза гонится за ней, но терпит полный крах.
Бернарду и Бьянке помогают и местные жители — мыши, кролики и т. п. Финал традиционно счастливый для картин Диснея: зло побеждено, а девочка попадает обратно в приют, и её удочеряют. Бернард и Бьянка решают всё время быть вместе и помогать другим.

## Персонажи
- Мисс Бьянка — белая мышка, которой предполагает миссию на спасение девочки, которая, как известно, находится в страшной опасности. Делегат из Венгрии.
- Бернард — Мышь-швейцар в спасательном благотворительном обществе. Бернард сопровождает Мисс Бьянку в миссии на спасение девочки. Делегат из США.
- Девочка Пенни — сирота, похищенная из приюта Морнингсайд. 8 лет. Мадам Медуза похищает её для того, чтобы Пенни проникла в грот «Чёрная дыра» и отыскала там бриллиант «Глаз Дьявола».
- Мадам Медуза — злобная и хитрая женщина, похитившая Пенни из приюта, чтобы та нашла драгоценный камень «Глаз Дьявола». Имеет двух аллигаторов по имени Брут и Нерон.

## Роли озвучивали
| Персонаж                         | Актёр                                |
| -------------------------------- | ------------------------------------ |
| Бернард                          | Боб Ньюхарт                          |
| Мисс Бьянка                      | Эва Габор                            |
| Мадам Медуза                     | Джеральдин Пейдж                     |
| Мистер Снупс                     | Джо Флинн                            |
| Элли Мэй                         | Дженетт Нолан                        |
| Люк                              | Пэт Баттрэм                          |
| Орвилл                           | Джим Джордан                         |
| Руфус                            | Джон МакИнтир                        |
| Пенни                            | Мичелл Стэси                         |
| Председатель                     | Бернард Фокс                         |
| Грэмпс                           | Ларри Клеммонс                       |
| Эвинруд                          | Джеймс МакДональд                    |
| Кролик                           | Джордж Линдси                        |
| Телеведущий                      | Билл Макмиллан                       |
| Диггер                           | Дуб Тэйлор                           |
| Филин                            | Джон Фидлер                          |
| лягушка • рыба • журавль • выдра | Брайан Каммингс (в титрах не указан) |

## Создатели
- Сюжет — Ларри Клеммонс, Кен Андерсон, Фрэнк Томас, Вэнс Джерри, Дэвид Микенер, Тед Берман, Фред Лаки, Барни Мэттинсон, Дик Сэбаст
- Режиссёры-аниматоры — Олли Джонстон, Милт Каль, Фрэнк Томас, Дон Блут
- Ассистенты режиссёров — Джефф Патч, Ричард Рич
- Художник — Дон Гриффит
- Лейаут — Джо Хэйл, Гай Дил, Том Лэй, Сильвия Ромер
- Стиль цвета — Ал Демпстер
- Задний фон картины — Джон Коулман, Энн Гантер, Даниэла Билеска
- Титры — Мелвин Шоу, Эрик Ларсон, Барни Мэттинсон
- Менеджер производства — Дон Дакуэлл
- Звук — Херб Тэйлор
- Монтажёры — Джеймс Мелтон, Джим Кофорд
- Музыкальный редактор — Эвелин Кеннеди
- Композитор и дирижёр — Арти Батлер
- Продюсер — Вольфганг Райтерман
- Исполнительный продюсер — Рон Миллер
- Режиссёры — Вольфганг Райтерман, Джон Лаунсбери, Арт Стивенс

## Песни в мультфильме
- «Путешествие» (англ. The Journey)
- «Общество спасателей» (англ. Rescue Aid Society)
- «Верь в синюю птицу» (англ. Faith is a Bluebird)
- «Кто-то ждёт тебя» (англ. Someone's Waiting for You)
- «Поздравительная песня для Пенни» (англ. For Penny's a Jolly Good Fellow)
- «Завтра будет новый день» (англ. Tomorrow Is Another Day)

## Создание фильма
На создание фильма потребовалась 4 года. Над «Спасателями» работали 250 человек, в том числе 40-аниматоров, которые создали около 330000 рисунков, четырнадцать последовательностей с 1039 отдельными сценами и 750 фонов.

## Награды
Фильм участвовал в кинофестивалях: National Board of Review, USA (1977) и Golden Screen, Germany (1978), победил и получил награды .

## Критика
«Спасатели» продолжили традицию великих диснеевских картин, представлявших своеобразный фантазийный мир, увиденный глазами мышат. Каждая сцена говорит: Это анимация, а не имитация натуры. У этого фильма было то, чего не хватало многим другим, — душевность.
— Леонард Молтин «О мышах и магии. История американского рисованного фильма»